# Orde Imperial del Jou i les Fletxes
L'Orde Imperial del Jou i les Fletxes, en un primer moment Orde Imperial de les Fletxes Roges, va ser una distinció civil i militar espanyola, la de major rang atorgada durant el Franquisme.

## Història
Va estar vigent entre els anys 1937 i 1976 i va ser establerta mitjançant el Decret 373, de 10 d'octubre de 1937 amb la finalitat, segons va quedar recollit en aquest decret de "suprem guardó del Nou Estat al Mèrit Nacional". Aquesta primera norma es va completar amb el Decret de 27 de gener de 1943, pel qual s'aprova el Reglament de l'Orde Imperial del Jou i les Fletxes. Aquesta ordre va ser considerada com la més alta recompensa per destacats serveis prestats a la Nació Espanyola i també es va concedir a persones d'altres països.
El terme "Imperial" va reflectir la defensa que durant el règim de Franco es va fer de valors tradicionals i associats a la gestació i desenvolupament de l'Imperi Espanyol. Pel mateix motiu el jou i el feix de fletxes, emblemes heràldics dels Reis Catòlics, van ser utilitzats com a insígnies d'aquesta orde. L'emblema d'aquesta distinció, descrit en l'article primer del seu reglament, va consistir en un feix obert compost per cinc fletxes vermelles i acompanyat d'un jou, del mateix color, situat sobre la intersecció de les fletxes. El lema de l'Ordre Imperial del Jou i les Fletxes va ser "Caesaris caesari, Dei Deo" que en llatí significa "Al César el que és del César i a Déu el que és de Déu".
Com és habitual en aquest tipus de corporacions, l'Orde Imperial del Jou i les Fletxes va comptar amb un Gran mestre, el cap de l'Estat Espanyol Francisco Franco Bahamonde; un capítol, l'assemblea convocada pel gran mestre que reunia a tots els seus membres; un consell que es trobava limitat al gran mestre, cavallers amb collaret i representants de les categories restants; i una cancelleria, situada en la Presidència del Govern, que va estar encarregada de la seva administració i al costat del canceller va comptar amb secretari i tresorer.
Els nomenaments eren realitzats lliurement pel gran maestre, podent lliurar-li candidatures la cancelleria. Les concessions estaven limitades a quinze collarets, dos-cents cinquanta grans creus, cinc-centes encomanes amb placa i sense límit en les restants categories. Els membres de l'ordre tenien l'obligació de retornar les insígnies en cas de ser-ne expulsats o d'obtenir un grau superior.
Encara que l'orde mai ha estat formalment abolida, pot considerar-se dissolta de facto, doncs d'una part l'últim nomenament va tenir lloc l'1 d'octubre de 1975, trobant-se el dictador i gran mestre en plena agonia; d'una altra, el seu successor en la prefectura de l'Estat, el rei Joan Carles I, mai va assumir el seu gran mestratge ni va convocar cap capítol, i finalment, en 1976 la seva cancelleria va desaparèixer de l'organigrama de Presidència del Govern.

## Graus
Va tenir cinc graus o categories:
1. Cavallers gran collaret
2. Cavallers gran creu
3. Encomana amb placa
4. Encomana senzilla
5. Medalla

Els graus del gran collaret i gran creu portaven aparellat el tractament d'excelentíssim senyor i el d'encomana amb placa el d'il·lustríssim senyor.

## Descripció de les insígnies

Escut de Franco com a cap d'Estat amb le gran collaret de l'Orde.

- Gran collaret: Estava format per la successió de quaranta-sis baules, la meitat amb la forma del jou i el feix de fletxes, situats dins d'un cercle i realitzats en or, que s'alternaven amb uns altres amb la forma de la Creu de Borgonya, el símbol més conegut de l'Imperi espanyol. Del collaret penja una representació de l'Àguila de Sant Joan (considerada Imperial en el decret) sobre la qual, de nou, apareixien representats el jou i el feix de fletxes juntament amb el lema de l'ordre, "Caesaris caesari, Dei Deo", que estava escrit sobre el primer.
- Gran creu: Comptava amb una placa i una banda com a insígnies. La placa, de setanta mil·límetres de longitud, estava realitzada en or o metall daurat, tenia la forma d'una creu paté esmaltada en la seva part central en negre i acompanyada d'un cèrcol realitzat amb el mateix metall que el conjunt. En la part central de la creu figuraven, esmaltats en vermell, el feix de fletxes i el jou amb el lema de l'orde. La banda, realitzada en moaré, feia cent un mil·límetres d'ample, era de color vermell i tenia una franja central negra de quaranta-un mil·límetres d'amplària. Els extrems de la banda s'unien amb una rosassa picada del que penjava una venera o insígnia, idèntica a la placa però amb una longitud de cinquanta-vuit mil·límetres.
- Encomana amb placa: Disposava d'una insígnia que es portava en el coll i una placa. La primera, subjecta amb una cinta, a manera de corbata. Aquesta insígnia era idèntica a la venera de la banda descrita en el grau anterior però amb una longitud de trenta-cinc mil·límetres. La seva cinta tenia els mateixos colors que la banda de les grans creus i mesurava trenta-cinc mil·límetres d'ample. La placa d'aquest grau era pràcticament idèntica a l'anterior, excepte el cercle que estava realitzat en plata o metall platejat.
- Encomana senzilla:Els seus titulars posseïen únicament una insígnia de coll, igual a la descrita en el grau anterior.
- Medalla: La insígnia d'aquesta categoria va consistir en una medalla circular, fabricada en or o metall daurat, de quaranta-dos mil·límetres de diàmetre amb els mateixos colors i franges que la banda i cintes dels graus anteriors. En les dues cares d'aquesta medalla apareixia reproduïda la creu paté esmentada en les categories anteriors. En el revers, sobre la creu, figurava el feix de fletxes i el jou decorat amb el lema de l'ordre però no es va incloure el cèrcol que decorava la creu en les insígnies dels altres categories. La medalla es portava subjecta d'una cinta de trenta-quatre mil·límetres d'amplària, presa aquesta en el pit mitjançant un passador-sivella d'or o metall daurat.

## Receptors de la condecoració
- Adolf Hitler (1937)
- Benito Mussolini (1937)
- Víctor Manuel III d'Itàlia (1937)
- Heinrich Himmler (1939)
- Joachim von Ribbentrop (28/05/1940)[1]
- Saüd d'Aràbia Saudita (01/04/1952)
- Reial Madrid Club de Futbol (1955)[2]
- Muhàmmad V del Marroc (03/04/1956)
- Faisal II (18/05/1956)
- Adolfo Suárez (1975)